# Partido Ecologista Colombiano
El Partido Ecologista Colombiano (PEC) por sus siglas, es un partido político de Colombia. Creado a partir de la resolución 5107 de 2022 otorgada el 10 de noviembre de 2022 por parte del CNE en el cual se dictaban otras medidas con respecto a la inscripción del partido en el registro único de Consejos Comunitarios y Organizaciones e Comunidades Negras, Afrocolombianas, Raizales y Palenqueras del Ministerio del Interior. Fue fundado el 25 de abril de 2015 como movimiento afrocolombiano por Ney Gregorio con la finalidad de lograr la restitución de tierras por parte de Agencia Nacional de Tierras para 30 familias desplazadas por la violencia provocada por el ELN-FARC-EP y la inestabilidad de vivienda presente en el departamento del Magdalena.

## Historia
Los orígenes del partido derivan de los resultados obtenidos en las Elecciones legislativas de Colombia de 2022, en la cual el Consejo Comunitario de Comunidades Negras Fernando Ríos Hidalgo - Elegua, avaló a Miguel Polo para obtener una de las dos curules especiales para los pueblos afrocolombianos, que según la constitución de 1991, pretende asegurar la representación política de las comunidades étnicas. Buscaban, así como los partidos de origen afrocolombiano, Partido Demócrata Colombiano y la Alianza Democrática Amplia, obtener por medio del CNE personería jurídica. El consejo comunitario Fernando Ríos Hidalgo le retiró el respaldo al representante Polo Polo por considerar que sus posiciones políticas eran contrarias a los principios e intereses de las comunidades étnicas y que estaba «usurpando» la curul destinada a dicha representación. Tras la solicitud de la comunidad para obtener la personería jurídica, el representante Polo interpuso un recurso para evitar que se les otorgara pero le fue negado. El partido recibió oficialmente personería jurídica en noviembre de 2022 y en marzo de 2023 se declaró como partido de gobierno, ingresando oficialmente a la coalición del Gobierno de Gustavo Petro.
El pilar de su doctrina y mensaje político se basa en la búsqueda de representación a las comunidades afrocolombianas. Así como también, la lucha por el equilibrio generacional con la Tierra, la Amazonía, y la Ciénaga Grande de Santa Marta. Alí Bantú Ashanti, abogado de la mesa directiva del partido lo describe como un partido de oportunidades para construir un Estado Ambiental de Derecho.

## Ideología
La Declaración Programática era la plataforma ideológica oficial del partido:
- La defensa y protección de la vida raizal y afrodescendiente colombiana.

- Protección de la biodiversidad y la fauna silvestre a lo largo y ancho del país.

- Proteger la libertad, actividades de culto y religiosidad de los pueblos indígenas.

- Buscar la paz y la vida digna para los afocolombianos afectados por la violencia política.

- Apoyar la democracia participativa e inclusiva de los pueblos marginados en los órganos del poder público.

## Resultados electorales

### Elecciones legislativas
| Año  | Senado  | Senado | Senado  | Cámara | Cámara           | Cámara  |
| Año  | Votos   | %      | Escaños | Votos  | %                | Escaños |
| ---- | ------- | ------ | ------- | ------ | ---------------- | ------- |
| 2022 |         |        | 0/108   | 35.253 | \| \| 07.40 % \| | 1/188   |
|      | 07.40 % |        |         |        |                  |         |

Notas: Votos obtenidos por el "Consejo Comunitario Fernando Ríos Hidalgo Elegua".